# Booneta ferruginea
Booneta ferruginea är en insektsart som först beskrevs av Walker 1870.  Booneta ferruginea ingår i släktet Booneta och familjen vedstritar. Inga underarter finns listade i Catalogue of Life.